# Jean-Paul Imbert
Jean-Paul Imbert (* 19. Juli 1942 in Clermont-Ferrand) ist ein französischer Organist.

## Leben
Imbert erhielt schon früh Unterricht im Klavier- und Orgelspiel. Schon als Fünfzehnjähriger wurde er Organist an Sainte-Jeanne d’Arc de Clermont-Ferrand in seiner Heimatstadt. Er studierte von 1962 bis 1965 in Paris bei Pierre Cochereau und Jean Guillou. 1971 bis 1993 war er stellvertretende Organist in Saint-Eustache. 1982 wurde er Dozent an der Schola Cantorum in Paris. 1993 wurde zum Organisten der Kirche Notre Dame des Neiges in Alpe d’Huez berufen, wo er für die Durchführung der Konzertreihe verantwortlich war. 2004 wurde er durch das Kultusministerium zum Chevalier des Ordre des Arts et des Lettres ernannt, 2010 zum Officier. 2014 wurde er durch den Bildungsminister zum Chevalier des Ordre des Palmes Académiques ausgezeichnet.